# Apolygus lucorum
Apolygus lucorum ist eine Wanzenart aus der Familie der Weichwanzen (Miridae).

## Merkmale
Die Wanzen werden 5,0 bis 5,9 Millimeter lang. Die Wanzen der Gattung Apolygus haben eine grüne Grundfarbe und einen ziemlich breit-ovalen Körper. Ihre schwarzen Sporne an den Schienen (Tibien) entspringen nicht aus schwarzen Punkten und das zweite Glied der Fühler ist in der Regel kürzer als das Pronotum basal breit ist. Apolygus lucorum kann man von der ähnlichen Apolygus spinolae durch die dunklere Grundfarbe und den komplett grünen Cuneus der Hemielytren unterscheiden.

## Vorkommen und Lebensraum
Die Art ist in Europa, mit Ausnahme von großen Teilen des Mittelmeerraums, östlich bis nach Sibirien und über Klein- und Zentralasien bis China und Japan verbreitet. Sie wurde durch den Menschen in Nordamerika eingeschleppt. In Mitteleuropa ist sie weit verbreitet und tritt bis in die alpine Höhenstufe vor.
Besiedelt werden anders als bei Apolygus limbatus nicht Gehölze, sondern höhere krautige Pflanzen in trockenen bis feuchten, offenen Lebensräumen.

## Lebensweise
Die Wanzen leben an verschiedenen Wirtspflanzen, wie beispielsweise an Artemisia, Wasserdost (Eupatorium), Chrysanthemen (Chrysanthemum),
Wucherblumen (Tanacetum), Kratzdisteln (Cirsium), Weidenröschen (Epilobium), wie Zottigem Weidenröschen (Epilobium hirsutum) und Schmalblättrigem Weidenröschen (Epilobium angustifolium) und Brennnesseln (Urtica). Sie bevorzugen aber offenbar Artemisia-Arten wie etwa Beifuß (Artemisia vulgaris), Feld-Beifuß (Artemisia campestris) und Wermutkraut (Artemisia absinthium). Die Tiere saugen vor allem an den Reproduktionsorganen der Nahrungspflanzen und saugen offenbar auch am Nektar von Doldenblütlern (Apiaceae). Die adulten Tiere treten ab Juni, selten auch schon ab Ende Mai auf und sind bis in den September, selten auch Oktober anzutreffen. Die Weibchen legen ihre Eier vor allem im August in Reihen in das Gewebe der Stängel der Wirtspflanzen ab. Es ist denkbar, dass in sehr günstigen Jahren auch zwei Generationen auftreten.

## Belege